# Wilhelm Herbst
Wilhelm Herbst, född 23 oktober 1842 i Schwerin, död 27 juni 1917 i Bremen, var en tysk tandläkare.
Herbst gjorde en hel del uppfinningar inom odontologisk protetik och teknik. Sålunda blev han genom sin glasfyllningsmetod (1880) upphovsman till vad som inom odontologin kallas porslinsfyllningar, vidare till bland annat en rotationsmetod för guldfyllningar. Han utgav Methoden und Neuerungen auf dem Gebiete der Zahnheilkunde (1895). Han kallades till amerikansk Doctor of Dental Surgery. Han skänkte medel till en av Svenska Tandläkaresällskapet ägd Herbstfond.
I Bremen har Wilhelm-Herbst-Straße uppkallats efter honom.